# Balclutha peregrina
Balclutha peregrina är en insektsart som beskrevs av George Willis Kirkaldy 1910. Balclutha peregrina ingår i släktet Balclutha och familjen dvärgstritar. Inga underarter finns listade i Catalogue of Life.